# Taijiro Kurita
Taijiro Kurita (Shizuoka, 3 maart 1975) is een voormalig Japans voetballer.

## Carrière
Taijiro Kurita speelde tussen 1993 en 2008 voor Kashima Antlers, Kyoto Purple Sanga, Consadole Sapporo, Shimizu S-Pulse, Yokohama FC, Mito HollyHock en FC Ryukyu.